# Hellraiser
Hellraiser és una pel·lícula britànica dirigida per Clive Barker i estrenada l'any 1987. Ha estat doblada al català

## Argument
Frank Cotton, un home a la recerca de plaers desconeguts, fa l'adquisició d'una misteriosa caixa. Hi descobreix un infern omplert de patiment i de plaer... Més tard, el seu germà es trasllada a la casa de Frank. Durant el trasllat, un senzill tall i gotes de sang sobre el terra aconseguiran portar Frank a la vida. Sota la forma d'un cadàver, força la seva cunyada a portar-li víctimes amb l'objectiu de regenerar-les. Però els diabolics cenobites, mestres dels patiments de l'infern, ràpidament s'adonen de la resurrecció de Frank.

## Repartiment
- Andrew Robinson : Larry Cotton
- Clare Higgins: Julia Cotton
- Ashley Laurence: Kristy Cotton
- Sean Chapman: Frank Cotton
- Oliver Smith: Frank el monstre
- Doug Bradley: Pinhead (cenobita)
- Grace Kirby: Female (cenobita)
- Nicholas Vince: Chatterer (cenobita)
- Simon Bamford: Butterball (cenobita)
- Robert Hines: Steve
- Anthony Allen: la primera víctima
- Leon Davis : la segona víctima
- Michael Cassidy: la tercera víctima
- Kenneth Nelson: Bill
- Gay Baynes: Evelyn
- Niall Buggy: el convidat del sopar
- Sharon Bower: la infermera
- Raul Newney: el metge

## Rebuda
La pel·lícula ha conegut un cert èxit comercial, informant aproximadament 14,564 milions de dòlars al box-office a Amèrica del Nord per un pressupost d'1 milió $.
Ha tingut una rebuda de la crítica més aviat favorable, recollint un 63 % de crítiques positives, amb una nota mitjana de 5,9/10 i sobre la base de 32 crítics, en el lloc Rotten Tomatoes.

## Premis i nominacions

### Premis
- Festival internacional de cinema fantàstic d'Avoriaz 1988: Premi especial de la por
- Fantasporto 1988: Premi de la crítica

### Nominacions
- Saturn Awards 1988: Millor pel·lícula de terror, millor música i millor maquillatge per Bob Keen
- Fantasporto 1988: Millor pel·lícula

## Al voltant de la pel·lícula
- El rodatge va començar el 29 de setembre de 1986 i va tenir lloc a Londres.[10]
- Abans d'optar per Hellraiser, la producció havia pensat en el títol Sadomasochists from Beyond the Grave, que es podria traduir per «Els sadomasoquistes d'ultratomba».
- A petició del cineasta, el grup britànic de música industrial Coil havia compost la banda original de la pel·lícula, però l'estudi la va rebutjar, preferint confiar-la a un compositor més tradicional.
- La casa de la pel·lícula se situa al 55 de Ludovico Place, que és la l'adreça de l'institut Ludovico de la pel·lícula Taronja mecànica (1971).